# Estación El Guardamonte
La Estación El Guardamonte fue una estación de ferrocarril de El Guardamonte, Tucumán, Argentina. Formó parte del ramal C10 del Ferrocarril Belgrano, que unía Pacará con Termas del Río Hondo.

## Servicios
La estación fue inaugurada en 1928, siendo habilitada en 1929 junto al ramal C10 del Ferrocarril Belgrano. La estación fue clausurada en 1972, siendo actualmente una casa particular. Por ello, la playa de maniobras y las vías se levantaron, quedando solo el tanque de agua y la estación.